# Phormictopus melodermus
Phormictopus melodermus är en spindelart som beskrevs av Chamberlin 1917. Phormictopus melodermus ingår i släktet Phormictopus och familjen fågelspindlar. Inga underarter finns listade i Catalogue of Life.